# ライブ イン ザ サン
『ライブ イン ザ サン』（LIVE IN THE SUN）は、日本のバンドTHE BACK HORNの3枚目のDVDである。2006年9月27日発売。発売元はビクターエンタテインメント。

## 概要
- 5thアルバム『太陽の中の生活』後に行われたライブツアー「太陽の中の生活ツアー～ライブ イン ザ サン」の全28公演を追ったライブ&ドキュメンタリーDVD。

## 収録曲
1. 証明[5:09]
2. ブラックホールバースデイ[5:10]
3. コバルトブルー[4:32]
4. ファイティングマンブルース[4:29]
5. アポトーシス[5:03]
6. 未来[5:37]
7. 世界の果てで[4:41]
8. 夢の花[4:47]
9. カオスダイバー[6:22]
10. 浮世の波[4:18]
11. サニー[4:45]
12. 初めての呼吸で[6:26]
13. ゆりかご[5:00]
14. 光の結晶[6:33]